# 公立邑智病院
公立邑智病院（こうりつおおちびょういん）は、島根県邑智郡邑南町にある医療機関。邑南町、川本町及び美郷町によって構成される邑智郡公立病院組合が運営する病院である。

## 沿革

### 中野高原療養所
かつて島根県は結核患者が多く「結核県」と呼ばれていた。この汚名を返上するため県は、1950年に結核特別対策四ヵ年計画を策定した。邑智病院の前身にあたる結核療養所である中野高原療養所を、中野村に建設することが決まったのは、1950年のことである。療養所の敷地は村民の奉仕作業で造成された。1952年には第一期工事の9棟が竣工、4月8日から運営が開始された。施設はその後徐々に拡充され、最盛期の1961年頃には一般病棟244床、伝染病棟25床、医師・職員数は98人に達した。1964年には療養所内に養護学校も併設された。
しかし、1969年になると医師の不足により療養所は存続自体が危ぶまれるようになり、常勤医の退職が相次いだ。1970年1月からは外来診療を休止し、入所患者の転退所を進めるとともに、嘱託医が入所患者を見るのみで維持されるようになった。1970年3月末には併設されていた養護学校も廃校となった。1971年、県は診療所への格下げを決め、12月1日から中野診療所となった。

### 邑南病院
療養所のある中野村は1955年に合併し、邑智郡石見町の一部となった。このころ、石見町の人口7000人余りの中に、開業医は3人しかいなかった。石見町だけではなく邑智郡の自治体に共通する問題は、医療過疎の問題であった。郡内7町村は郡内に県立病院を建設するよう県に陳情、これに対して県は7町村で組合立の病院を設立する案を示した。しかし建設場所をめぐって石見町と川本町が譲らず、場所が決まらないまま3年近くが過ぎていった。1981年10月、石見町は町単独でも建設する、と決め、1982年10月には中野診療所の敷地内で町立邑南病院の建設が始まった。
邑南病院は1983年9月から診療を開始した。建物は鉄筋コンクリート２階建て、延べ面積3100㎡で、内科、外科、歯科の診療を行った。2階には50床の入院施設を備えていた。

### 邑智病院
1993年4月からは石見町立邑南病院から、邑智郡内7町村による邑智病院に改組された。
1997年には病院組合議会が産婦人科の設置を決めた。邑智郡内に産婦人科の医療機関がなくなったことを受けたもので、別途新設された泌尿器科とともに1998年4月から診察を開始した。このとき鉄筋2階建て延べ面積2160㎡の新館別棟や医師宿舎も完成、人工透析にも対応できるようになった。

### 年表
- 1952年: 島根県立中野高原療養所設立[19]
- 1983年3月: 島根県立中野高原療養所廃止
- 1983年9月1日: 石見町立邑南病院として開院
- 1993年3月1日: 石見町、瑞穂町、川本町、羽須美村、大和村、桜江町、邑智町により石見町外６ヶ町村病院組合[20]設立
- 1993年4月1日: 公立邑智病院に組織変更[21]
- 1998年4月: 産婦人科、泌尿器科を新設[18]
- 1998年5月15日: 新館別棟完工式[18]
- 2004年10月1日: 市町村合併に伴い合併後の邑南町、川本町、美郷町により邑智郡公立病院組合設立
- 2024年10月: 閉院した民間医院が公立邑智病院の付属診療所になる[22]。

## 診療科
- 内科
- 外科
- 小児科
- 産婦人科
- 麻酔科
- 歯科
- 整形外科
- 泌尿器科
- 皮膚科
- 精神科

## 医療機関の指定等
| 保険医療機関               | 地域医療拠点病院                                                |
| 救急告示医療機関           | 生活保護法指定医療機関                                          |
| 労災保険指定医療機関       | 災害協力病院                                                    |
| 公務災害指定医療機関       | 島根県がん情報提供促進病院                                      |
| 被爆者一般疾病医療機関     | 障害者自立支援法指定自立支援医療機関 （更生医療・精神通院医療） |
| 臨床研修協力施設           | 協力型臨床研修病院                                              |
| 地域包括医療・ケア認定施設 | 高血圧研修施設                                                  |

## 周辺の施設
- 邑南町立石見中学校

## 邑智郡公立病院組合
邑智郡公立病院組合(おおちぐんこうりつびょういんくみあい)は公立邑智病院を運営するために設立された一部事務組合。邑智郡の3町(邑南町、川本町、美郷町)によって構成される。

### 組織
- 管理者: 邑南町長[25]
  - 副管理者: 川本町長、美郷町長及び邑南町副町長
  - 会計管理者: 邑南町会計管理者
  - 事務局
- 組合議会: 各町議会議員12名(川本町3人、美郷町4人、邑南町5人)